# Cmentarz żydowski w Jaworznie
Cmentarz żydowski w Jaworznie – kirkut został założony w drugiej połowie XIX wieku. Znajduje się przy obecnej alei J. Piłsudskiego na terenach osiedla mieszkaniowego Podłęże. Najstarszy znany nagrobek pochodzi z roku 1884. Cmentarz służył Żydom do 1942 roku. W roku 1995 odsłonięto tablicę upamiętniającą jaworznickich Żydów. Nekropolia obecnie ma powierzchnię 0,25 ha, znajduje się na niej ponad 300 nagrobków. 